# Diplodonta orbella
Diplodonta orbella är en musselart som först beskrevs av Gould 1851.  Diplodonta orbella ingår i släktet Diplodonta och familjen Ungulinidae. Utöver nominatformen finns också underarten D. o. orbella.